# Magneuptychia ocnus
Espèce
Magneuptychia ocnus est une espèce d'insectes lépidoptères (papillons) de la famille des Nymphalidae, de la sous-famille des Satyrinae et du genre Magneuptychia.

## Dénomination
Magneuptychia ocnus a été décrit par Arthur Gardiner Butler en 1867 sous le nom initial d'Euptychia ocnus. 

### Nom vernaculaire
Magneuptychia ocnus se nomme Ocnus Ringlet en anglais.

## Description
Magneuptychia ocnus est un papillon au dessus beige uni avec un ocelle noir doublement pupillé et cerné d'orange à l'apex des ailes antérieures et à l'angle anal des ailes postérieures.
Le revers est beige rayé de deux fines lignes marron avec des ocelles noirs doublement pupillés un à l'apex de l'aile antérieure et un à l'apex et un à l'angle anal de l'aile postérieure.

## Écologie et distribution
Magneuptychia ocnus est présent dans toute l'Amazonie dont au Brésil et au Pérou,.

### Biotope
Il réside dans la forêt tropicale.

### Protection
Pas de statut de protection particulier.